# Playa de Xagó
Der Playa de Xagó  (deutsch: Strand von Xago) ist ein Strand in der Gemeinde Gozón, in Asturien im Norden Spaniens, an der Costa Verde an der Biskaya. Aufgrund seiner großen Länge ist der Strand sehr beliebt und ist bei gutem Wetter, insbesondere am Wochenende, hochfrequentiert, nicht zuletzt auch deswegen, weil er der nächstgelegene Strand der Industrie- und Hafenstadt Avilés, der drittgrößten Stadt Asturiens, ist. Die Küste im Bereich des Strandes ist für eine starke Wellen und Strömungen bekannt. Aufgrund der vorherrschenden Winde erfreut sich Meeresbereich einer großen Beliebtheit bei Windsurfern und Surfern.

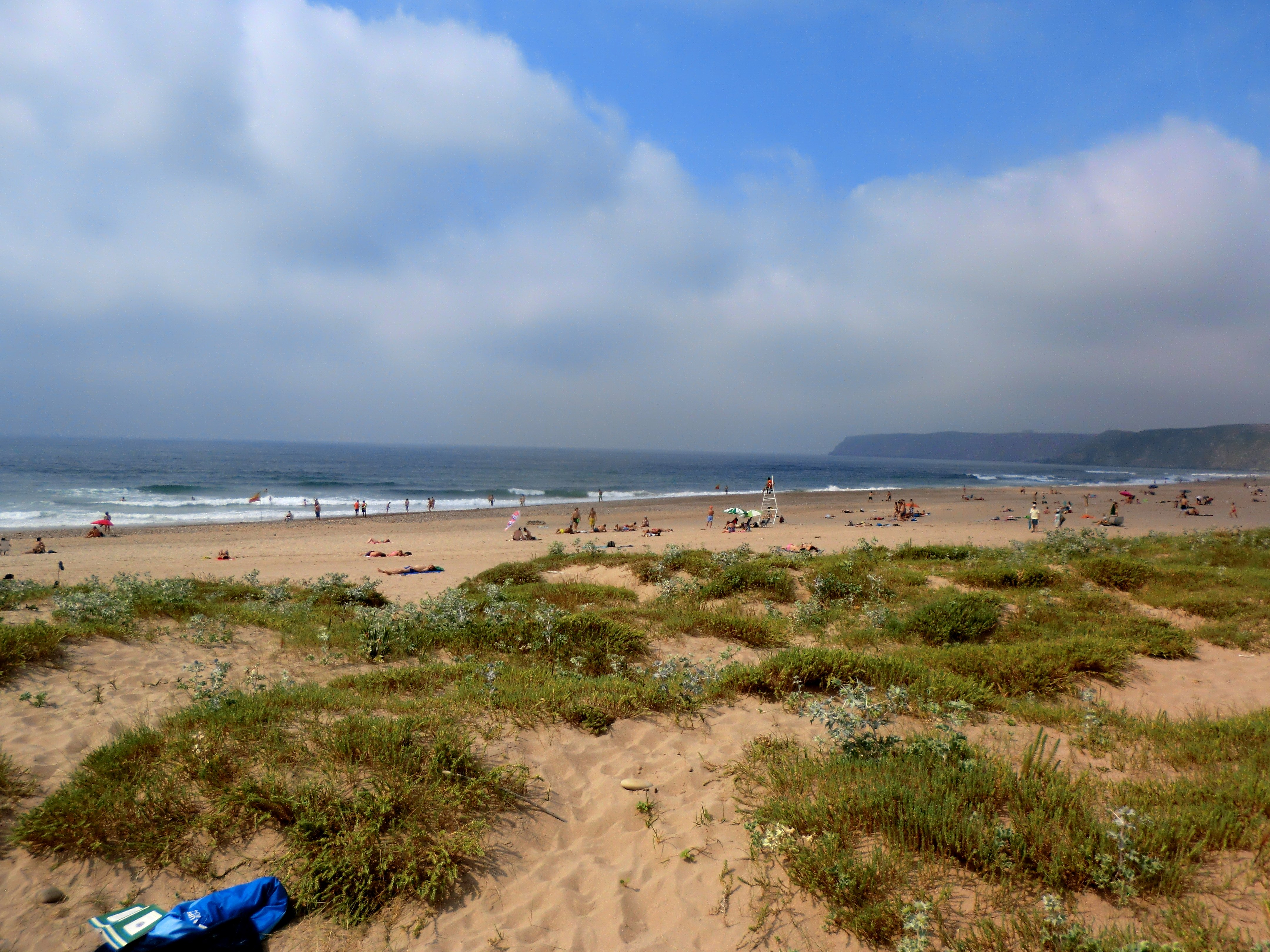
Der zentrale Bereich des Strandes, in der Bildmitte Nähe des Wassers ein Hochsitz der „spanischen Wasserwacht“ mit Flagge rot (stürmische See)

## Geographie
Der Strand liegt überwiegend auf dem Gebiet des Gemeindeteils Laviana, lediglich das östliche Fünftel liegt auf dem Gebiet von Podes. Er besteht aus einem fast zwei Kilometer langen Sandstrand und einem Dünengebiet von ca. 350.000 m², welches zum Landschaftsschutzgebiet Cabo de Peñas gehört. Er ist damit einer der größeren Strände Asturiens. Im Südwesten findet der Strand sein Ende an den Klippen der Península de San Juan (zu deutsch: Halbinsel des Heiligen Johannes bzw. Sant Johannes Halbinsel), im Nordosten durch den 105 Meter hohen Monte Xagó, der überhaupt mit seiner steilen Flanke die Kulisse des Strandes dominiert. Die Meeresbucht, die vor dem Strand liegt, heißt Ensenada de Xagó (deutsch: Xago-Bucht).

## Die Dünen von Xagó
Die Dünen von Xagó (spanisch Dunas de Xagó) landeinwärts umfassen eine Fläche von mehr als 35 Hektar und gelten als einer der größten zusammenhängenden Dünengebiete an der Küste im Norden Spaniens, die ansonsten überwiegend aus felsiger Steilküste besteht. Die Dünen sind unter anderem weiträumig mit Ammophila arenaria, einer mehrjährigen Pflanze, bewachsen, die 60–120 cm hohe Pflanze stabilisiert mit ihren Wurzelstöcken die Dünen und erschwert somit die Winderosion. Weiter landeinwärts breiten sich darüber hinaus auf den Dünen dichte Brombeergebüsche aus. Im mittleren Bereich grenzt an den Dünengürtel ein Waldstreifen mit hohem Baumbewuchs, meist Eukalyptus. Es kommen drei Arten von Dünen vor: Dünenrücken mit einer glatten Profil, Pyramidendünen und linienförmige Dünen. Im westlichen Bereich hat sich innerhalb des Dünengürtels ein kleiner Strandsee gebildet, der sich aber nicht zum Baden eignet. Das Betreten der Dünen ist nicht ausdrücklich verboten und in der unmittelbaren Nähe des Badestrandes werden die hier nur mit kniebüschel hohem Gras bewachsenen Dünen auch als Liegefläche genutzt. Der hinter Dünebereich kann faktisch aufgrund des dornigen Pflanzenbewuchses nicht betreten werden. Parallel zum Strand verläuft daher ein befestigter Wanderpfad der die drei Strandabschnitte Westen, Mitte und Osten verbindet.

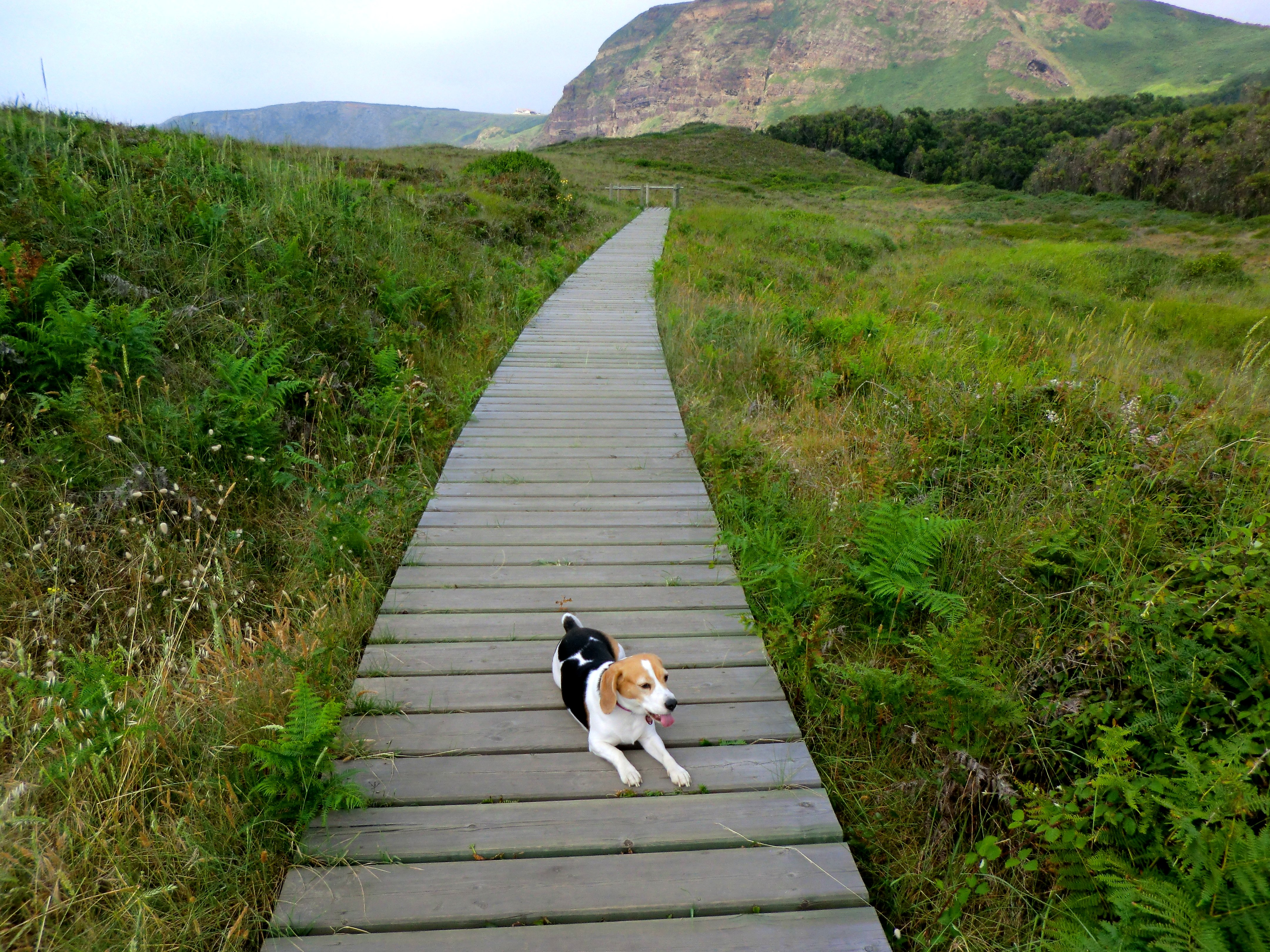
Dünenbereich mit dem Wanderpfad, der parallel zum Strand die einzelnen Strandbereich verbindet und z. T. wie hier über Holzbohlen verläuft. Im Hintergrund der Monte Xagó
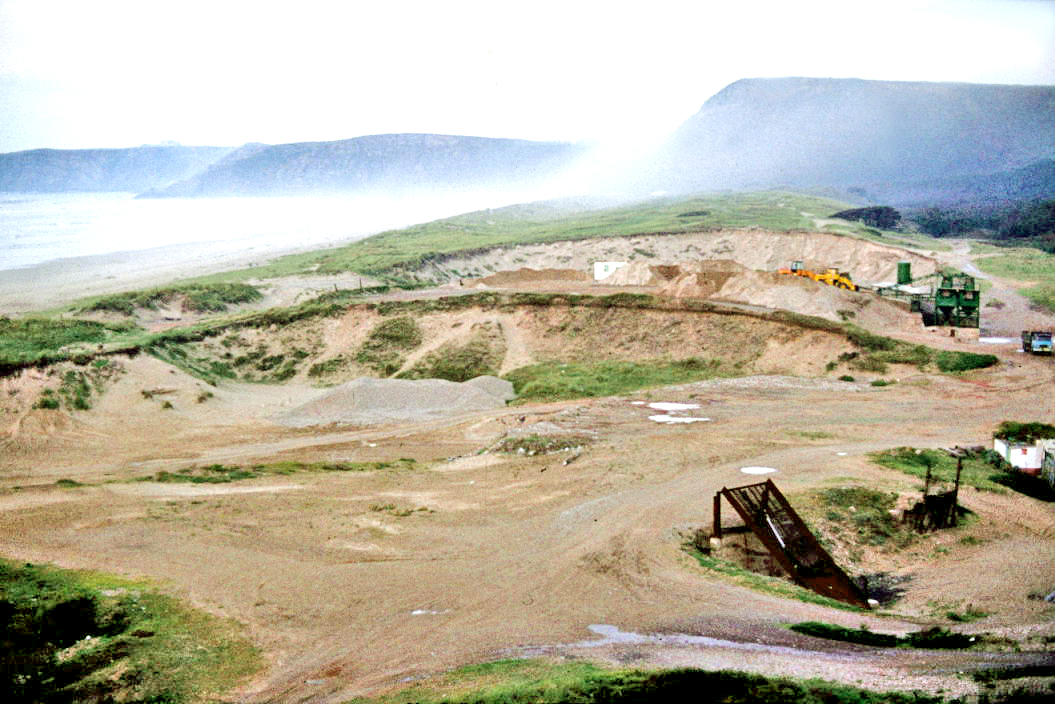
Ausgrabungen am Strand Xago im Jahre 1970

## Touristische Bedeutung
Der Playa de Xagó ist von lokaler Bedeutung, da er der nächstgelegene Strand zur Stadt Avilés ist. Darüber hinaus ist er auch für Bewohner Gijóns, die in rund 20 Minuten und die der Provinzhauptstadt Oviedo, die in rund 40 Minuten mit dem Auto den Strand erreichen können, attraktiv. Die Besucher sind daher überwiegend spanische Tagestouristen. Für Wochenend- und insbesondere Dauergäste aus ferneren Teilen Spaniens und dem Ausland ist er von nachrangiger Bedeutung, da es in unmittelbarer Nähe nur wenige Herbergen bzw. keine Campingplätze gibt und Asturien daneben über weitere zahlreiche Seebäder mit entsprechender touristischen Infrastruktur für Dauergäste und auch lohnenderen Ausflugszielen in der Nähe verfügt. Teile des Strandes sind als FKK-Bereich ausgewiesen.
Aufgrund des vergleichsweise milderen Klimas und der höheren Wassertemperaturen an der asturianischen Küste ist die Badesaison länger als z. B. an der deutschen Nordseeküste und geht bis etwa Mitte Oktober.

## Touristische Einrichtungen

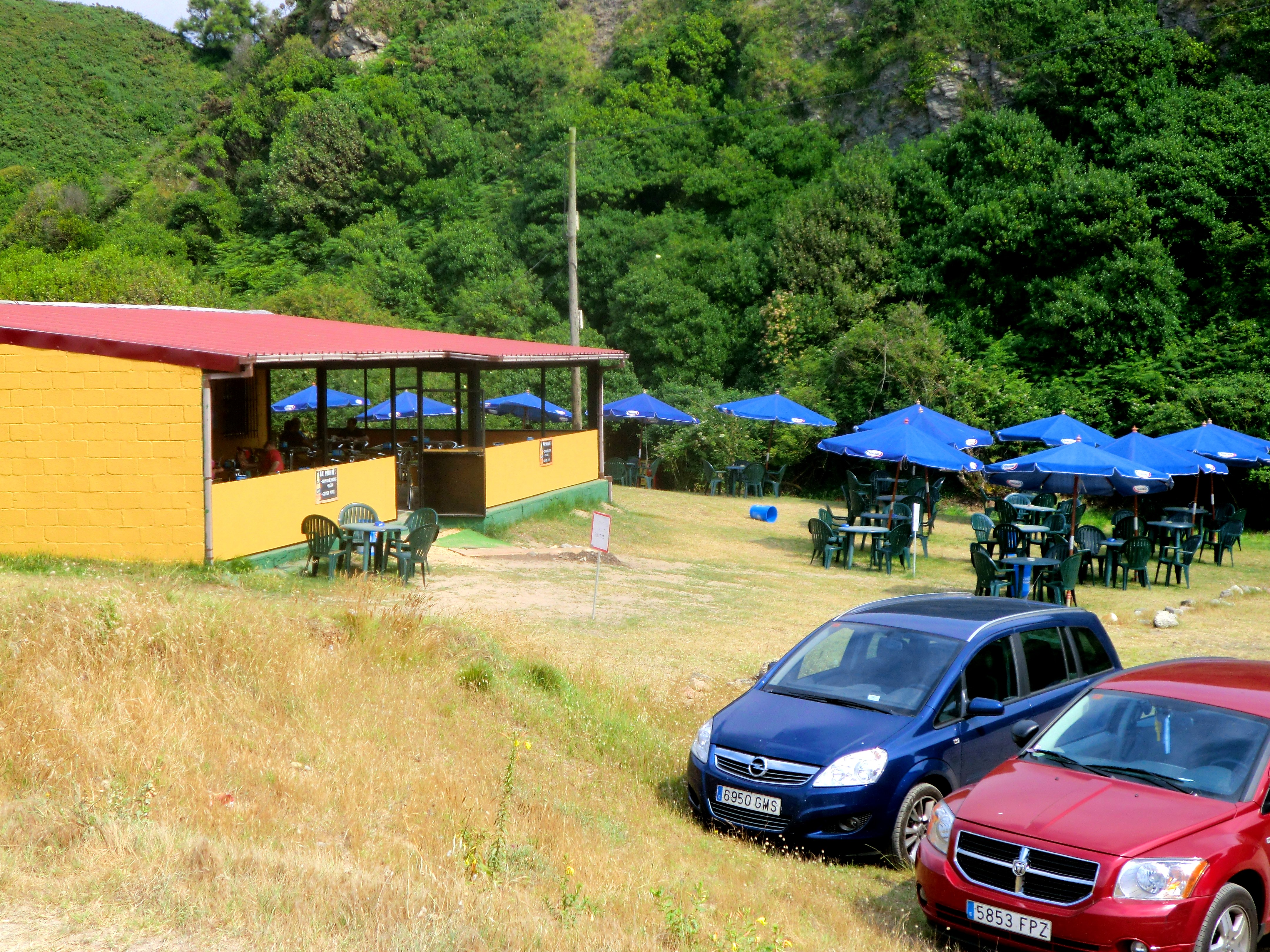
Eines der Strandrestaurants ganz im Westen des Strandes

Der Strand verfügt über Duschen und Toiletten, drei strandnahe Restaurants (am Westende, in der Mitte und ganz im Osten), zwei große gebührenpflichtige Parkplätze in unmittelbarer Nähe und einen Picknickplatz mit Grill nahe dem Restaurant in der Mitte. Die Restaurants liegen nah der Parkplätze und bieten vor allem typisch asturianische Gerichte an, werden aber nur während der Sommermonate betrieben und sind hinsichtlich Ausstattung einfach und dürfen mit Badebekleidung besucht werden.
Der Strand wird durch spanische Rettungsschwimmer (vergleichbar der DLRG in Deutschland) überwacht. Bei starkem Wind sind nur kurze, jeweils an der Strandlinie mit Flaggen markierte Meeresabschnitte für das Baden freigegeben. Dies wird von den Rettungsschwimmern konsequent durchgesetzt. Da diese Restriktion jedoch nicht für Surfer gilt, bietet dies allerdings immer Anlass für Diskussionen.